# Tadeusz Kwieciński

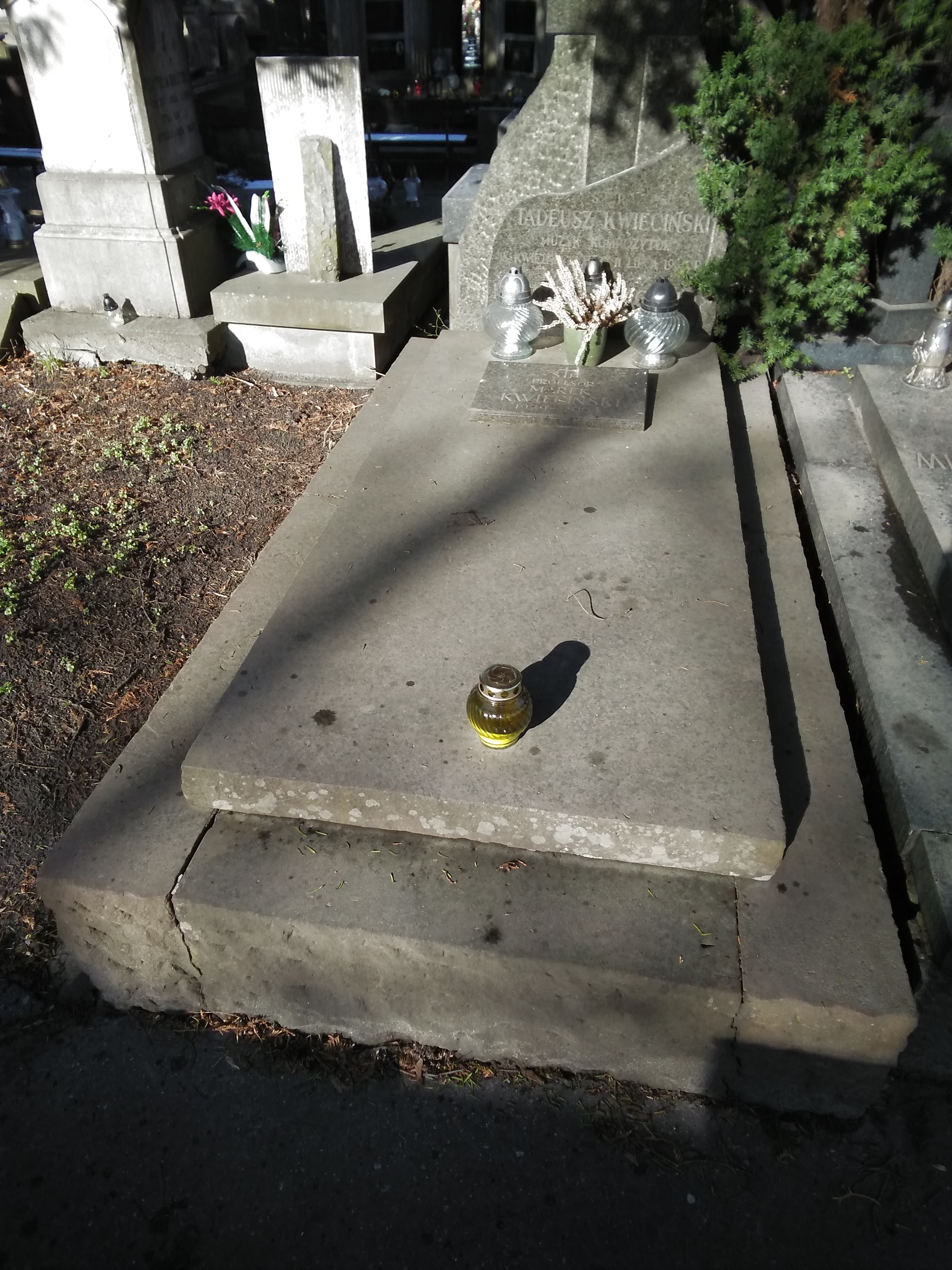
Grób Tadeusza Kwiecińskiego na cmentarzu Powązkowskim

Tadeusz Kwieciński, ps. „Dziubas” (ur. 18 kwietnia 1903 w Warszawie, zm. 11 lipca 1960 tamże) – polski muzyk, dyrygent, kompozytor.

## Życiorys
Urodził się w rodzinie Floriana i Marii z Małasiewiczów. Uczył się muzyki w latach 1912–1928, najpierw u swojego ojca, a następnie w Konserwatorium Warszawskim u prof. prof. L. Zawadzkiego i F. Rytla. W okresie 1918–1920 był koncertmistrzem orkiestry kolejowej w Warszawie. Grał w zespołach kinowych i teatralnych. W 1920 podczas wojny polsko-bolszewickiej ochotniczo wstąpił do Wojska Polskiego. W latach 1922–1925 występował w Bydgoszczy jako skrzypek i dyrygent w kawiarni „Wielkopolanka”. Od 1925 działał w Warszawie, gdzie prowadził własną orkiestrę taneczną, gdzie też debiutował jako kompozytor. Sezonowo występował w Krakowie, Katowicach, Poznaniu, Ciechocinku i w Zakopanem. Pierwszą piosenkę napisał w r. 1925, a rok później skomponował przebój swego życia „Błękitne bolero”.
II wojnę światową przetrwał grając w Warszawie.
Po wojnie, w latach 1945–1947 mieszkał w Łodzi. W 1947 był założycielem i dyrygentem orkiestry zdrojowej w Cieplicach. Od 1948 mieszkał i działał znów w Warszawie, gdzie prowadził orkiestrę taneczną. Nagrywał na płyty i akompaniował licznym solistom, m.in. Z. Rawiczowi, K. Oleckiemu i innym. Od 1950 poświęcił się wyłącznie kompozycji, wykazując na tym polu znaczną wszechstronność. W latach 1950–1952 korzystał ze wskazówek prof. Jana Maklakiewicza w zakresie kompozycji.
19 stycznia 1955 na wniosek Ministra Kultury i Sztuki został odznaczony Medalem 10-lecia Polski Ludowej.
Od 19 kwietnia 1928 był mężem Kazimiery z Olszewskich (1902–1976), z którą miał syna Marka (1929–2004), profesora Politechniki Warszawskiej.
Zmarł w Warszawie, pochowany na cmentarzu Powązkowskim (kwatera Klin-6-7).

## Twórczość
- Utwory kameralne:
  - Fantazja tyrolska (1926)
  - Fantazja g-moll na skrzypce i fortepian (1928) i inne
- Utwory orkiestrowe:
  - Walc fantastyczny na skrzypce i orkiestrę (1946)
  - Polska fantazja ludowa (1947)
  - Przed kurtyną (uwertura – 1955) i inne
- Sceny baletowe:
  - Spotkanie (1951)
  - Ben Ali Akiba (1952)
  - Zabawa na Bielanach (1955)
  - On i ona (1958) i inne
- Operetka „Hotel matrymonialny” (libr. B. Kuroń – 1938)
- Muzyka ludowa i rozrywkowa:
  - utwory instrumentalne, m.in. Polonez elegijny (1937)
  - Od pieca (oberek – 1937)
  - Brunetka (polka)
  - Familijny (oberek – 1937)
  - Słoneczne tango
  - Niedzielny oberek (1946)
  - Trajluś (polka – 1947)
  - Dziś są Niny imieniny (polka – 1947)
  - Wesoły dziadek (polka – 1953)
  - Galop nr 1 (1951)
  - Wielka polka brawurowa (1952)
  - Zakochany klarnet, Wiosna zakochanych
  - Trzy po trzy
  - Ja wiem i inne.

### Piosenki (wybór)
- Dlaczego pani jest taka niegrzeczna (sł. Marian Hemar „Harryman” – 1925)
- Błękitne bolero (sł. Zbigniew Drabik – 1926)
- Pada śnieg (sł. L. Fox – 1935)
- Mewy (sł. Bogumił Kuroń – 1936)
- Milcz serce, milcz (sł. Bogumił Kuroń – 1936)
- Śpij ukochana (sł. Jerry wł. Jerzy Ryba – 1937)
- Kącik (sł. Witold Rychter – 1938)
- Zapomniany romans (sł. Józef Lipski – 1938)
- Kujawiaki nieszawskie (sł. Michał Ochorowicz – 1939)
- To wstyd (sł. Zbigniew Drabik – 1939)
- Caballero (sł. Zbigniew Drabik – 1946)
- Obojętne (sł. Roman Kwiatkowski – 1947)
- Tęsknota (sł. Arkadiusz Połoński – 1947)
- Miłość jest jak witamina (sł. Roman Kwiatkowski – 1947)
- Zwróć mi moje listy (sł. Arkadiusz Połoński – 1947)
- Daj mi tę różę (sł. Witold Rychter – 1948)
- Zew morza (sł. Michał Ochorowicz – 1948)
- Walc o mostach (sł. Witold Rychter – 1948)
- Gdy tańczę z tobą (sł. Tina Dolecka – 1948)
- Nowa wiosna (sł. Eugeniusz Żytomirski – 1948)
- Na imieninach (polka, sł. T. Cygler – 1948)
- Z pod Janowa (kujawiak, sł. T. Cygler – 1948)
- Kolonia Mariensztat (sł. Witold Rychter – 1949, ed. 1958)
- Na Kujawach czarna rola (sł. Michał Ochorowicz – 1950)
- O zmroku (sł. Michał Ochorowicz – 1950)
- Spacer po Warszawie (sł. Adam Kowalik – 1950)
- Jesienne spotkanie (sł. Tadeusz Fangrat – 1952)
- Piosenka dla ciebie (sł. Ewa Pachońska – 1953)
- Mazowiecki wiatr (sł. Roman Sadowski – 1953)
- Wiadomo stolica (sł. Aleksander Antoniewicz – 1954)
- Bujaj się Fela (sł. Stefan Wiechecki „Wiech” i Aleksander Antoniewicz – 1954)
- Piekutoszczak, Feluś i ja (sł. Wiech i A. Antoniewicz – 1954)
- Na wierzbowym listku (sł. Roman Sadowski – 1954)
- Chybowskie bociany (sł. Roman Sadowski – 1954)
- Dwa kochania (sł. Helena Kołaczkowska – 1955)
- Płyńmy (sł. Jerzy Ficowski – 1956)
- Jak to się dzieje (sł. Helena Kołaczkowska – 1957)
- Przychodź (sł. Jerzy Ficowski – 1957)
- Powitanie Fogga (sł. Bolesław Gordon – 1958)
- Aleje, młodość i jaśminy (sł. Eugeniusz Żytomirski – 1958)
- I więcej nic (sł. Edmund Polak – 1959)
- Posłuchaj kochana (sł. Mirosław Łebkowski – 1959) i inne.